# Dingiswayo
Dingiswayo (c. 1780 – 1817 ou 1818) est un dirigeant Mthethwa, né dans une famille royale. Son père était Jobe, lui-même fils de Kayi, considéré comme le fondateur de la fédération Mthethwa. Sous son égide, la fédération Mthethwa devient puissante, grâce à des actions diplomatiques consistant à intégrer des chefferies proches pour augmenter son influence. Les populations concernées font partie des peuples Nguni installés au nord du Natal et dans les monts Lebombo.
Il fut le mentor de Chaka, fondateur du royaume zoulou.
Il meurt à la guerre, tué par son adversaire, Zwide, dirigeant de la fédération Ndwandwe.

## Histoire
Dingiswayo s'appelle à l'origine Godongwana. Il complote contre Jobe, son père, avec la complicité de son frère, Tana. Le complot est éventé et Tana est tué tandis que Godongwana s'enfuit, secouru et soigné par une de ses sœurs. Il trouve refuge dans les collines au pied du Drakensberg, parmi les Qwabe et les Langeni. Il est nommé ou se fait appeler Dingiswayo, ce qui signifie « le vagabond ». Ces événements se situeraient entre 1785 et 1790. À la mort de son père, il revient, sous son nouveau nom, à une date située entre 1795 et 1810, réclamer le pouvoir. Il trouve son frère (ou demi-frère) cadet, Mawewe, à la tête des Mthethwa et il l'évince ; Mawewe s'enfuit mais est tué,.
Il semblerait que Dingiswayo, à l'occasion de sa fuite, ait rencontré des Européens, auprès desquels il aurait acquis un cheval et des armes à feu, inconnus à l'époque chez les Mthethwa, et aussi que cela lui aurait inspiré la manière d'organiser son armée ainsi que des tactiques militaires. Une de ses premières tâches, lorsqu'il arrive au pouvoir, est d'ailleurs d'organiser son armée. 
Avec son général, Chaka, il attaque les Ngwane, dirigés par Matiwane vers 1812 et les repousse au-delà de la Buffalo. C'est l'un des premiers événements du Mfecane (« le grand bouleversement »), période de guerres et de déplacements de population qui affecte l'Afrique australe au long du xixe siècle.
Dingiswayo fédère plusieurs chefferies locales, plus d'une trentaine, de manière relativement pacifique, usant de diplomatie de préférence à la guerre, se renforçant afin d'affronter son rival du nord, Zwide, dirigeant de la fédération Ndwandwe.

## Décès et postérité
En 1816, Chaka prend la tête des Zoulous, lesquels reconnaissent la prépondérance (anglais : Paramountcy) Mthethwa et Dingiswayo comme dirigeant suprême. Cependant, au cours d'une tentative d'invasion du territoire de Zwide, en 1817 ou 1818, Dingiswayo est capturé et décapité par Zwide à Ngome, près de Nongoma. Les forces Mthethwa sont vaincues et dispersées. Cela laisse la place à Chaka, qui remplace Dingiswayo et fonde le royaume zoulou sur les vestiges de la fédération Mthethwa. Ultérieurement, les Ndwandwe de Zwide seront vaincus par Chaka.
La carrière de Dingiswayo marque un tournant dans l'histoire de l'Afrique australe. Durant son exil, il aurait été au contact des conceptions européennes et il les auraient mises en pratique afin de créer, pour la première fois dans la région, une armée disciplinée et hautement organisée,. Après sa mort, Chaka étendit ses idées pour créer une société rigoureusement disciplinée complétant les réformes militaires de Dingiswayo,.
Quoiqu'un mémorial lui soit consacré à Oyengweni, près d'Heatonville (en), dans la province du KwaZulu-Natal, l'emplacement de sa tombe n'est pas connu avec certitude et des recherches archéologiques ont été entreprises entre 2011 et 2013 pour la retrouver,.

## Lignée
Concernant la lignée de Dingiswayo et des Mthethwa, il est possible que Dingiswayo et Zwide kaLanga aient des ancêtres communs.
L'ascendance de Dingiswayo est la suivante :
- Dingiswayo
- Jobe
- Khayi
- Xaba
- Madungu
- Simamane et Wengwe
- Ndlovu
- Khubazi
- Nyambose
- Mthethwa